# Sobór Opieki Matki Bożej w Barnaule
Sobór Opieki Matki Bożej – prawosławny sobór w Barnaule wzniesiony w 1904, katedra eparchii barnaułskiej Rosyjskiego Kościoła Prawosławnego.

## Historia
Sobór został wzniesiony na potrzeby szybko rozwijającej się osady Zajczanska Słoboda jako czwarta z kolei cerkiew na jej terytorium, na miejscu wcześniejszej świątyni pod tym samym wezwaniem. Środki na jej budowę pochodziły w całości ze składek wiernych zamieszkałych w Barnaule. Niezbędna suma została zebrana w 1898, po ponad dziesięcioletniej zbiórce. 9 sierpnia 1898 został położony kamień węgielny pod budowę świątyni. Prace budowlane nad jej wzniesieniem trwały pięć lat, zaś uroczyste poświęcenie obiektu miało miejsce 29 września 1904.
Sobór poważnie ucierpiał w okresie radzieckim – w 1918, w czasie Wielkiego Tygodnia, został ostrzelany podczas wojny domowej w Rosji, na początku lat 20. XX wieku jego wyposażenie zostało rozgrabione, zaś 10 kwietnia 1939 władze stalinowskie nakazały jego całkowite zamknięcie. W odróżnieniu jednak od szeregu innych prawosławnych cerkwi w Barnaule obiekt nie został zniszczony. Ponowne otwarcie soboru nastąpiło po zmianie stosunku Stalina do Rosyjskiego Kościoła Prawosławnego, w czasie II wojny światowej. W styczniu 1944 podjęto w nim prace renowacyjne. W II połowie XX wieku sobór w Barnaule był jedną z 3–4 czynnych świątyń prawosławnych w całym regionie ałtajskim.

## Galeria

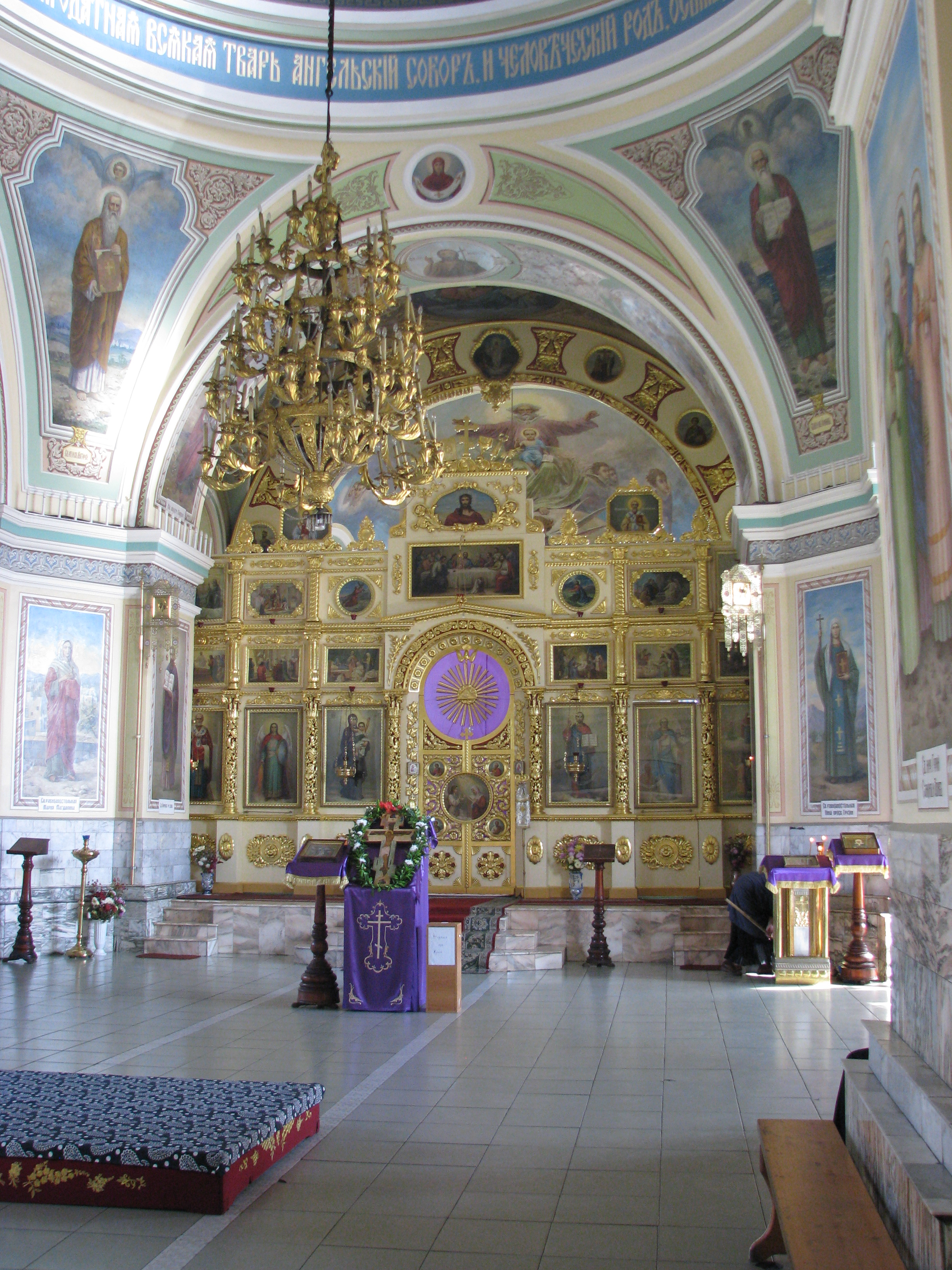
Ikonostas
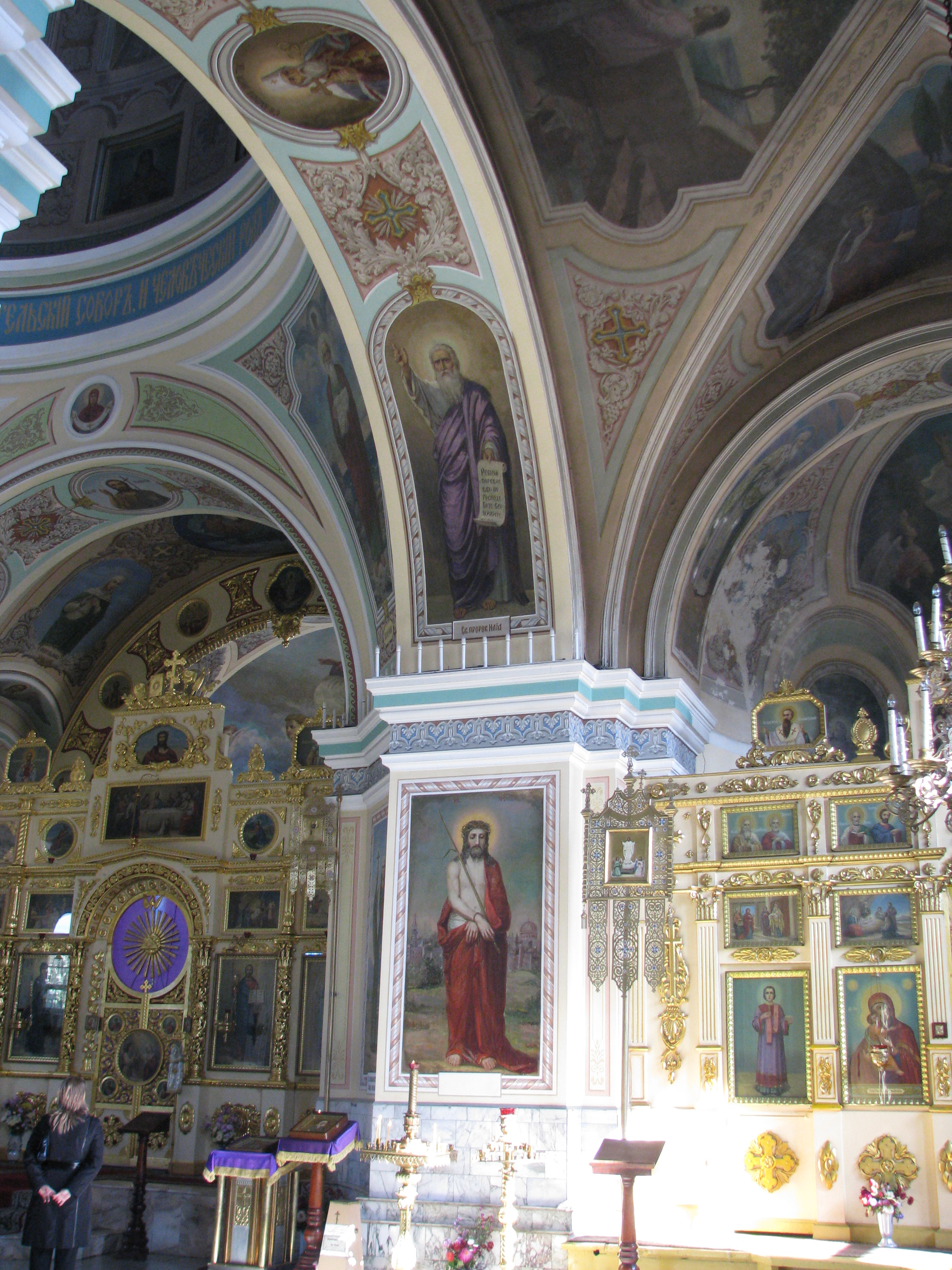
Widok na boczny ikonostas
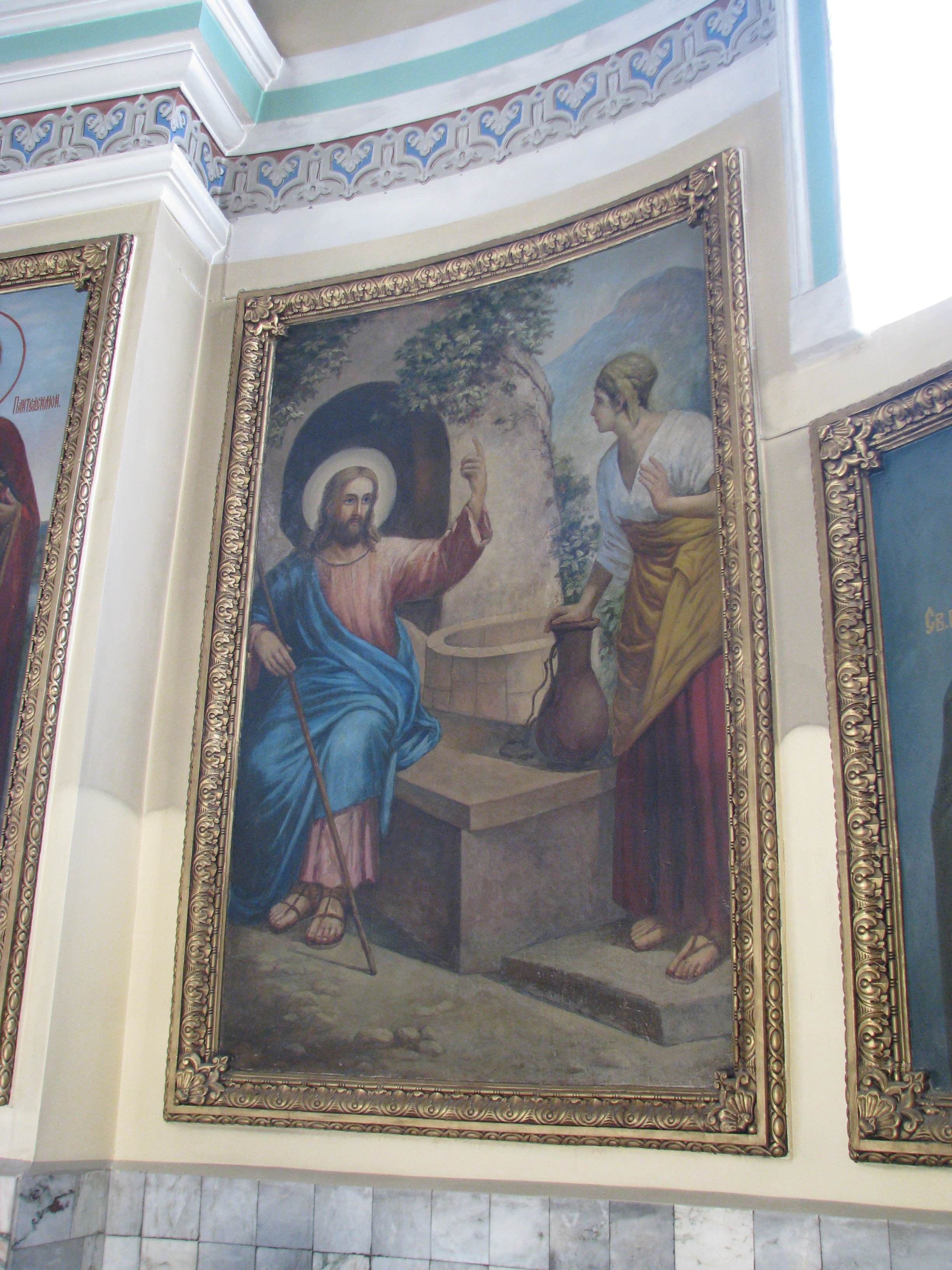
Fresk
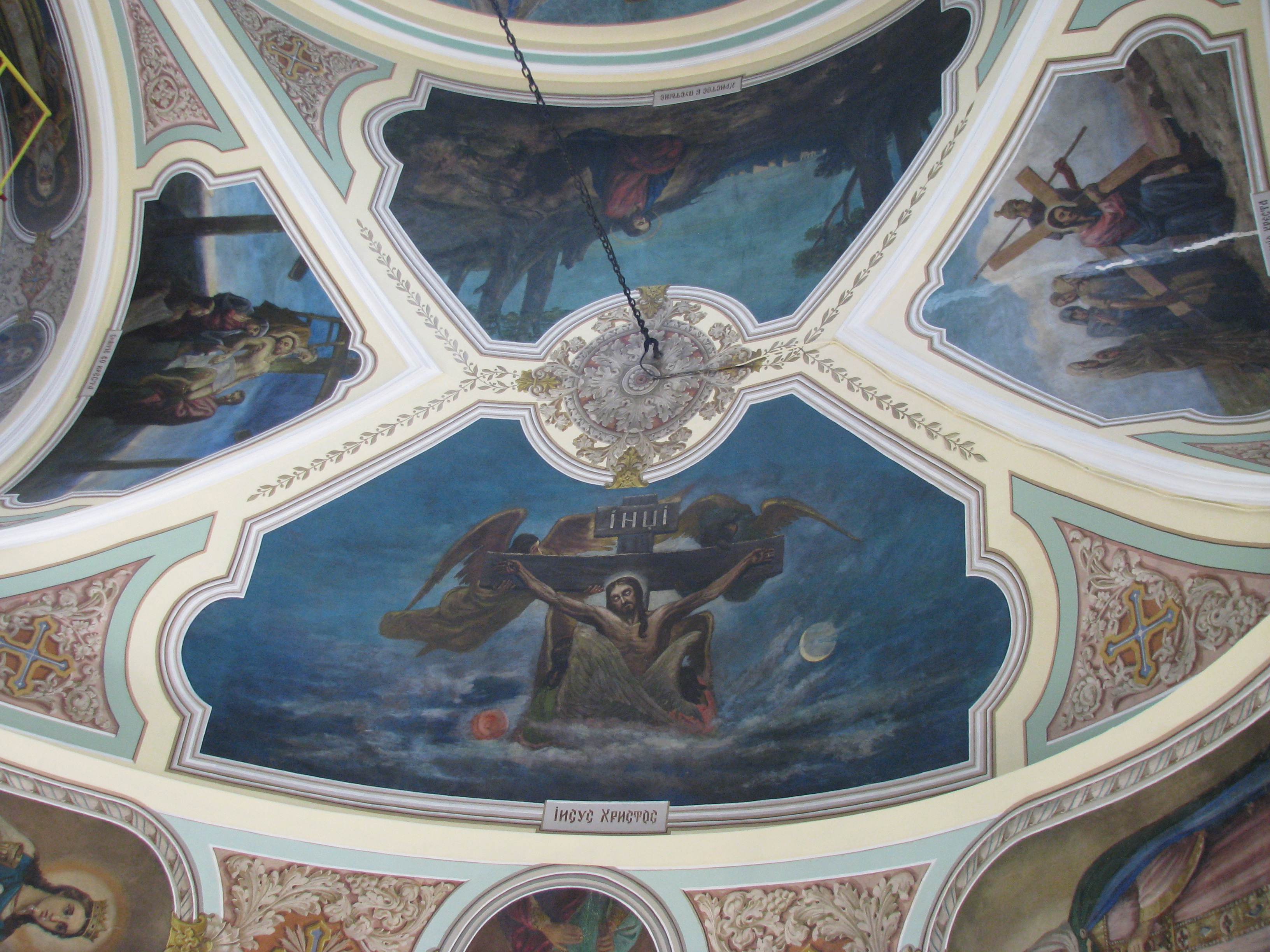
Sklepienie